# Verbandsgemeinde Wonnegau
La comunità amministrativa Wonnegau (Verbandsgemeinde Wonnegau) si trova nel circondario di Alzey-Worms nella Renania-Palatinato, in Germania.
La comunità amministrativa è stata costituita il 1º luglio del 2014 dall'unione della comunità amministrativa di Westhofen con la città di Osthofen e comprende 11 comuni.

## Comuni
Fanno parte della comunità amministrativa i seguenti comuni:
| Comune, città             | Sup. (km²) | Abitanti |
| ------------------------- | ---------- | -------- |
| Bechtheim                 | 13,34      | 1 769    |
| Bermersheim               | 2,32       | 387      |
| Dittelsheim-Heßloch       | 13,84      | 2 116    |
| Frettenheim               | 2,74       | 319      |
| Gundersheim               | 8,64       | 1 574    |
| Gundheim                  | 4,61       | 943      |
| Hangen-Weisheim           | 4,60       | 449      |
| Hochborn                  | 3,56       | 425      |
| Monzernheim               | 3,95       | 572      |
| Osthofen, città           | 18,63      | 9 528    |
| Westhofen                 | 14,73      | 3 421    |
| Verbandsgemeinde Wonnegau | 90,95      | 21 455   |

(Abitanti al 31 dicembre 2021)